# Porto Prosforio

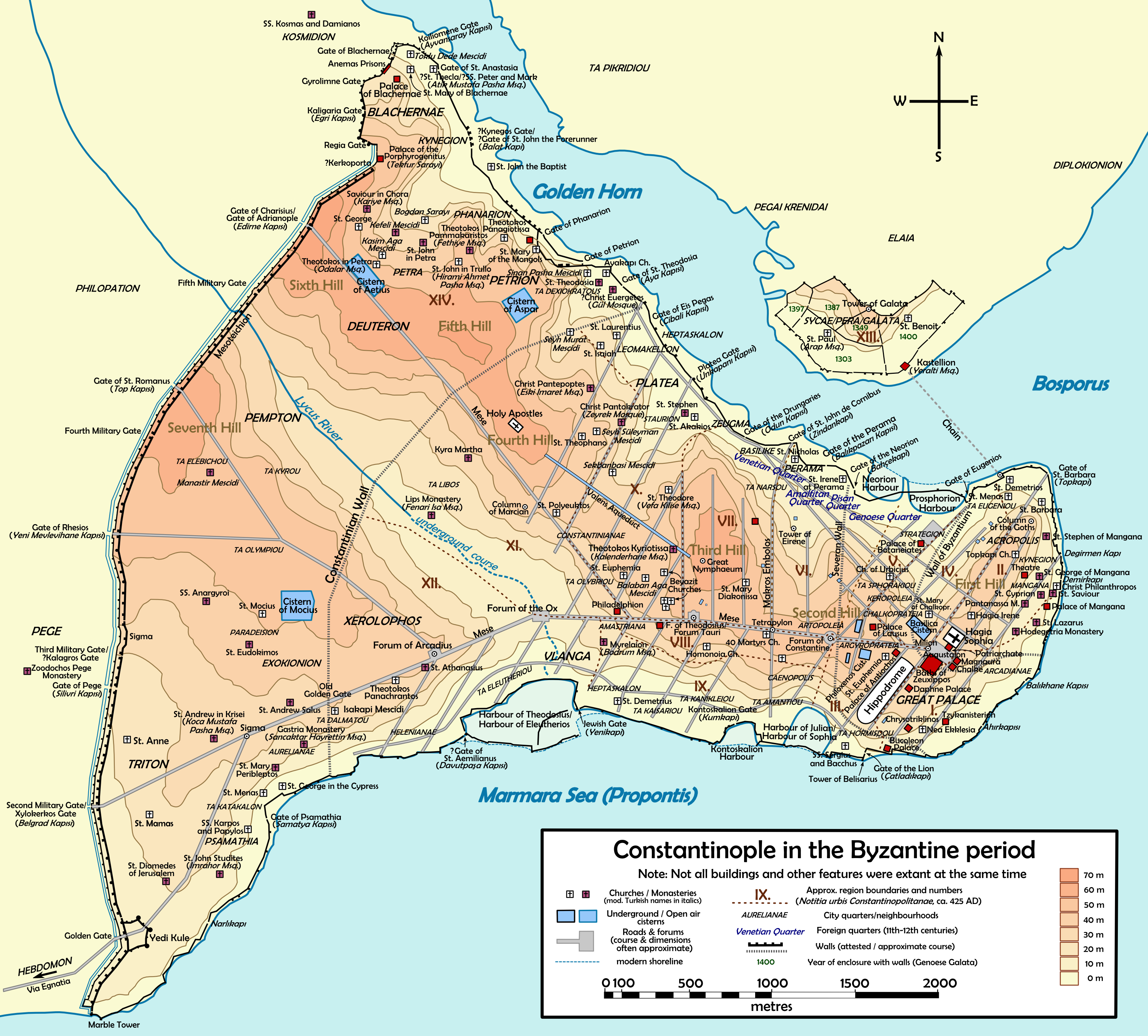
Mappa di Costantinopoli bizantina. Il Prosphorion si trova nella parte orientale della città, sulla sponda meridionale del Corno d'Oro, vicino alla sua foce nel Bosforo

Il Porto Prosforio (in greco antico: Προσφόριον?) era un porto nella città di Costantinopoli, attivo dal tempo in cui la città era ancora la colonia greca di Bisanzio (657 a.C. - 324 d.C.), fino alla fine del primo millennio d.C.. Gradualmente ampliato, fu il primo porto a essere costruito nell'area della futura Costantinopoli.

## Posizione
Il porto si trovava sulla sponda meridionale del Corno d'Oro, a est dell'attuale ponte di Galata, nella quinta regione di Costantinopoli, dove le mura marine formavano un gomito pronunciato, in corrispondenza della Porta bizantina di Eugenio (l'ottomana Yalıköşkü kapısı), e si estese successivamente verso ovest, occupando infine la prima insenatura dopo l'entrata dell'estuario. L'insenatura dove un tempo si trovava il bacino è ora insabbiata e corrisponde oggi alla parte orientale dell'area dell' ex-stazione ferroviaria di Sirkeci, a sud del Sepetçiler köşkü ottomano. Amministrativamente, il sito appartiene alla Mahalle di Hoca Paşa a Eminönü, che fa parte del distretto di Fatih (la città murata) di Istanbul.

## Storia e descrizione

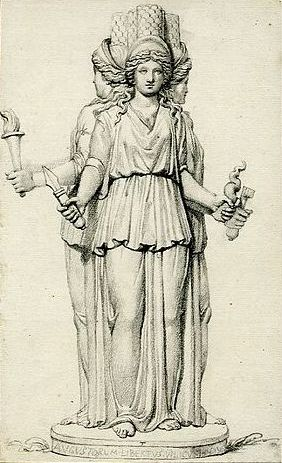
La dea Ecate: il nome del porto potrebbe derivare da uno dei suoi appellativi, "Phosphoros " ("Portatrice di luce")

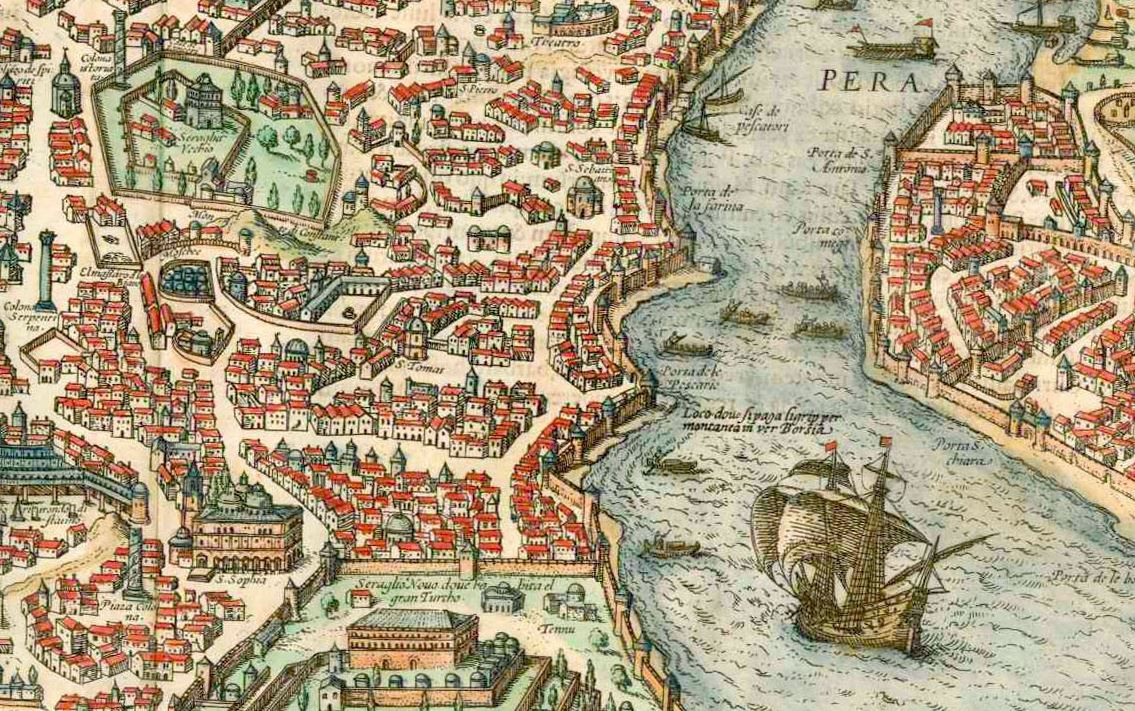
Il Prosphorion (prima insenatura dal basso lungo il lato sinistro del Corno d'oro), da Bisanzio nunc Constantinopolis di Braun e Hogenberg, 1572

Il primo porto ad essere costruito nella zona di Costantinopoli durante il periodo in cui era la città-stato di Bisanzio si trovava sul Corno d'Oro, all'ingresso del Bosforo, nell'angolo formato dal mare e dalla fine delle mura di Bisanzio, corrispondente al futuro quartiere bizantino chiamato "ta Eugeniou" (in greco antico: τὰ Εὑγενίου?) dopo la porta di Eugenio delle mura marine (l'ottomana Yaliköşkü kapısı).La sua posizione si trovava immediatamente sotto il pendio a nord-ovest della prima collina della città. Grazie alla sua posizione lungo la costa meridionale del Corno d'Oro, il porto fu protetto dalle forti tempeste provocate dal Lodos, il vento del sud-ovest che soffia dal Mar di Marmara. Dopo la ricostruzione di Bisanzio dopo la sua distruzione sotto Settimio Severo (r. 193-211), il porto si estese verso ovest, comprendendo alla fine l'intera area oggi occupata dalla stazione ferroviaria di Sirkeci e dalle sue dipendenze. Il primo approdo che si incontrava a est, forse adiacente alla porta di Eugenio, prese il nome da Timasio (morto nel 396), un alto ufficiale attivo sotto gli imperatori Valente (r. 364-378) e Teodosio I (r. 379 circa -395). Subito dopo la fondazione di Costantinopoli da parte di Costantino il Grande nel 324, il porto ricevette il nome di "porto chiuso" (in greco antico: κλειστός λιμήν?, kleistos limen) poiché era protetto da moli e difeso dalle mura marittime e dalla Torre di Eugenio . Il nome di "Prosphorion", che il porto assunse dopo la fondazione di Costantinopoli, potrebbe derivare sia dalla sua vicinanza al mercato cittadino (in greco antico: πρόσφορον?), o da un'altra denominazione del luogo, Fosforo (in greco antico: Φωσφόριον?) , a causa di una leggenda secondo la quale Ecate fosforia ("Portatore di luce") aiuto' lì durante la notte i difensori di Bisanzio assediati da Filippo di Macedonia. Un'altra teoria ipotizza che il nome provenga dal vicino mercato dei buoi (in greco: βοσπόριον, βοόσπορος, βόσπορος), che si trovava nelle vicinanze, fino a quando fu spostato dall'imperatore Costantino V (r. 741-75) vicino al Forum Tauri.Circa duecento anni prima, Giustiniano I (r. 527-65) aveva già spostato il mercato delle merci marittime dal Prosforio al più grande Portus Sophiae sul Mar di Marmara. All'interno del porto, un approdo, la Scala Chalcedonensis, era stato riservato agli abitanti di Chalcedon, sul lato opposto del Bosforo.
Nonostante ciò, il porto aveva una funzione puramente commerciale: al Prosphorion sbarcavano le merci importate dal Bosforo, dal Mar Nero e dall'Asia. Di conseguenza, l'area era circondata da molti magazzini: la Notitia Urbis Constantinopolitanae registra che nel quinto secolo quattro dei sei horrea presenti nella città si trovavano nell'area del Prosphorion . Tuttavia, il porto era sottoposto a un forte insabbiamento, tanto che alla fine del primo millennio fu definitivamente bloccato dal fango. La sua unica funzione sopravvissuta fino al tardo periodo paleologo fu quella di attracco (in greco antico: ναύσταθμος?, naustathmos) per l'Imperatore durante i suoi viaggi dal Palazzo delle Blacherne alla cattedrale di Santa Sofia. Lo scalo si trovava proprio di fronte alla Porta di Eugenio, conosciuta in quel periodo come la "Porta Reale" (in greco antico: πυλή βασιλική?, pyle basilike), poiché l'Imperatore doveva attraversarla per raggiungere la chiesa.Nel 1457, poco dopo la caduta della città nel 1453 per mano dell'Impero ottomano, il porto ormai abbandonato fu incluso nell'area protetta dalle mura del nuovo palazzo del Sultano.